# Cristofano Malvezzi
Cristofano Malvezzi (también Cristoforo) (bautizado el 28 de junio de 1547 - 22 de enero de 1599) fue un organista italiano de fines del Renacimiento. Fue uno de los más famosos compositores en Florencia durante el período de transición al estilo Barroco.

## Biografía
Malvezzi nació en Lucca. A partir de 1551 vivió en Florencia, sirviendo a los Médici desde 1562. Tenía varios puestos de organista en la ciudad, y también alumnos, entre ellos Jacopo Peri, que a menudo se le considera como el inventor de la ópera. A partir de 1573 tuvo el puesto doble de maestro di cappella en la catedral así como en San Giovanni Battista, que era el puesto más alta para un músico de la ciudad. Entre sus obras están tres libros de madrigales, un libro de ricercares, pero solo dos composiciones sagradas -- una omisión curiosa para un compositor tan cercano a la Iglesia. Debido a su actividad en Florencia, los numerosos intermedi que escribió para los Médici y otros miembros de la aristocracia, su dedicatoria de un libro de ricercares para el conde Giovanni de' Bardi, y la dedicatoria de un libro de madrigales a Emilio de' Cavalieri, a menudo se especula que era miembro de la Camerata Florentina, el grupo de músicos y de poetas progresistas que, procurando reconstruir la música de la Grecia antigua, crearon la primera monodia y en última instancia la primera ópera. Fuese él parte o no del íntimo grupo, su música estaba entre la más conocida en Florencia. Una de las composiciones más magníficas de su tiempo, una colosal puesta en música del O fortunato giorno que compuso para un suntuoso intermedio para una boda aristocrática, es para treinta voces distintas divididas en siete coros espacialmente separados. Algunos de sus madrigales están escritos en estilo monódico, 
que implica más una posible conexión con la Camerata. 
Su hermano Alberigo (hacia 1550 - 1615) también era organista y compositor.

## Enlaces relacionados
- Partituras de Malvezzi en https://web.archive.org/web/20100429085054/http://icking-music-archive.org/
- «Cristofano Malvezzi» en la Biblioteca Coral de Dominio Público (CPDL).
- Notas y grabaciones (enlace roto disponible en Internet Archive; véase el historial, la primera versión y la última). de http://www.allmusic.com/

- Datos: Q1140446